# Надлиманське
Надли́манське (в минулому — Францфельд (до 01.02.1945), Гараголь) — село Маяківської сільської громади Одеського району Одеської області, Україна. Населення становить 1806 осіб.

## Географія
Село Надлиманське розташоване на лівому березі затоки Караголь Дністровського лиману, за 18 км від районного центру. Займає площу 5,595 км².

## Історія
Ще у 4—3 столітті до н. е. на місці села існувало скіфське античне городище.
У 1800 році землі на лівому березі затоки Караголь Дністровського лиману, на яких розташовані село Надлиманське і сусіднє село Мар'янівка, були виділені під дачу чорногорському дворянину, прапорщику Василю Івановичу Княжевичу для заселення його співвітчизниками — вихідцями з Балкан (ділянка № 18, загальною площею 3000 десятин). У 1804 р. В.І, Княжевич погодився обміняти, свою ділянку, на дачу по правому березі річки Тилігул на балці Балай (частина дачі № 59). Землі, виміняні у Княжевича, були використані під заселення німецькими колоністами і на них були засновані колонії Францфельд і Марієталь.
Німецька колонія Францфельд (нем.Franzfeld) була заснована в 1805 р. на лівому березі затоки Караголь вихідцями з Вюртемберга, Ельзасу, Баварського курфюрства та Угорського королівства. Колонія займала землі 2111 дес. (1857 р. 35 дворів і 30 безземельних сімей); 2327дес. (1918 р.); 2067га (1940 р.). У різні роки село називалося: 1805г.-01.02.1945 р.- Францфельд, 1896—1917 рр.- Михайлівка, на честь великого князя Михайла, сина імператора Олександра III.
Колонія Францфельд входила до складу Лібентальского колоністського округу Одеського повіту (1805—1861 рр.), Гросслібентальської (Маріїнської) волості Одеського повіту (1861—1926 рр.), Спартаківського національного німецького району Одеського округу (19260-1939 рр.), Овідіопольського району (з 1939 р.) .
Станом на 1886 у німецькій колонії Францфельд Грос-Лібентальської волості Одеського повіту Херсонської губернії мешкало 1742 особи, налічувалось 98 дворових господарств, існували римо-католицька церква та школа.
Францфельдський римсько-католицький костел Св. Михайла з'явився в колонії в 1812 р. Спочатку жителі колонії Францфельд були зараховані до Йозефстальської римсько-католицькій парафії, а з 1853 р. був створений Францфельдська римо-католицька парафія. У 1851 р. під керівництвом А. Зігмунда колоністи побудували нову церкву в неокласичному стилі. Опікуном приходу був отець Іоганн Тіль, а після тривалої вакансії 1855 — 1871 місце священика займав Біда Себальда (згадується з 1866 р.). У період 13.04.1897 — 19.08.1901 рр. служби в костелі правил Іоганес шампу. У радянський час костел був перебудований в будинок культури, який діє і в наш час.
Францфельдськая школа була відкрита в 1809 р., Кам'яна будівля була споруджена в 1829 р. Сільське початкове народне училище (початкова школа) — з 1878 р. У 1850 р. Закон Божий викладав Йоганн Тіль. У 1887 р. громада виділяла на колу 650руб. У тому ж році в школі навчалося 51 хлопчик 53 дівчинки. Закон Божий викладав А.Беда Себальда (священик Францфельського приходу з 1866 р.), вчителями були А. Ф. Клуге і К. Г. Вюст. На 1891 р. батьки платили по 20 коп. в місяць за кожного учня, з інших джерел надходило 700 руб. Навчалося 104 учня (56 хлопчиків і 48 дівчаток). Крім названих вчителів у школі викладав випускник Гросслібентальського центрального училища І. М. Кайзер. У 1920 р. школа була перетворена в трудову школу грамоти, у якій навчалося 148 учнів.

## Політика

### Парламентські вибори, 2019
На позачергових парламентських виборах 2019 року у селі функціонувала окрема виборча дільниця № 510698, розташована у приміщенні школи.
Результати
- зареєстровано 1438 виборців, явка 44,37 %, найбільше голосів віддано за «Слугу народу» — 60,03 %, за «Опозиційну платформу — За життя» — 20,06 %, за Партію Шарія — 3,32 %.[3] В одномандатному окрузі найбільше голосів отримав Сергій Колебошин (Слуга народу) — 51,88 %, за Василя Гуляєва (самовисування) — 19,74 %, за Сергія Боба (Опозиційна платформа — За життя) — 8,32 %[4].

## Населення
Згідно з переписом УРСР 1989 року чисельність наявного населення села становила 1856 осіб, з яких 859 чоловіків та 997 жінок.
За переписом населення України 2001 року в селі мешкали 1804 особи.

### Мова
Розподіл населення за рідною мовою за даними перепису 2001 року:
| Мова       | Відсоток |
| ---------- | -------- |
| українська | 86,49 %  |
| російська  | 11,68 %  |
| білоруська | 1,00 %   |
| болгарська | 0,50 %   |
| молдовська | 0,33 %   |

## Герб та прапор
Герб та прапор с. Надлиманське затверджені рішенням сільської ради від 19 листопада 2008 № 1041-V. Містять зображення білих лілії у верхній частині і блакитного раку в нижній.
Латаття символізують зародження життя, мають охоронну функцію, духовну, монархічну. За слов'янськими міфологічним уявленням породила
латаття Мати-Земля, тому водяна лілія — це оберіг і від водяниці (водяної нечистої сили), і від поляниці (польової нечисті). Рак обраний як характерний символ місцевості, тому що такий його вид зустрічається тільки в Надлиманському. У ньому — спокій, мирне життя, чистота, охайність, усталений порядок.

## Пам'ятки
- Братська могила[d] 6 радянських воїнів, загиблих при обороні Одеси;
- Надлиманське городище (IX ст. до н. е.);

## Персоналії
- Антон Йоганн Церр (1849—1932) — єпископ Тираспольської єпархії Римо-католицької церкви.
- Пономаренко Денис Васильович (1986) — український адвокат по кримінальним справам.